# 빌 부스

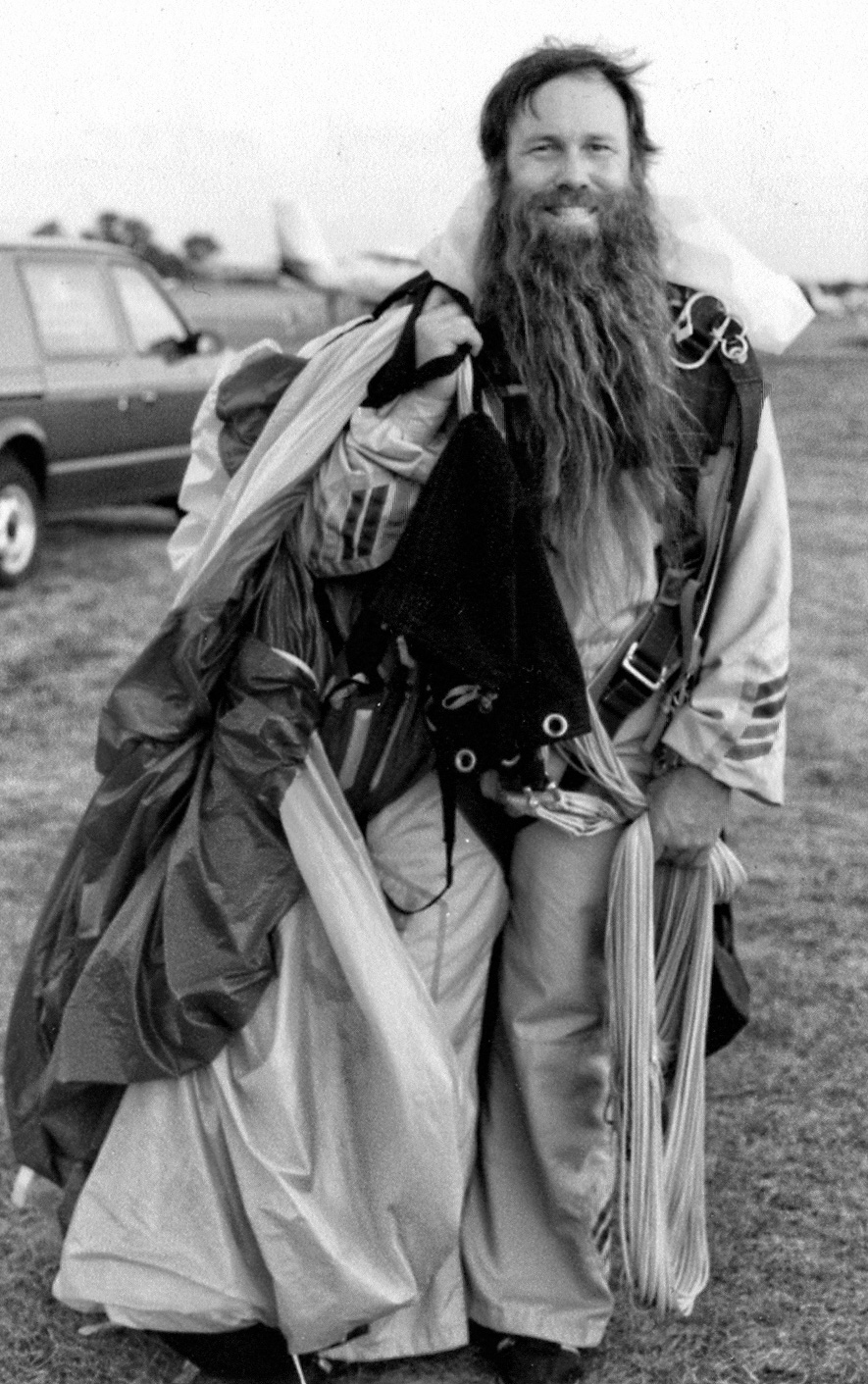

빌 부스(Bill Booth)는 미국의 배우, 기술자, 발명가, 기업가이다.
마이애미에서 태어났다.

## 영화
- 아쿠아맨 (2018년)
- 토르: 라그나로크 (2017년)
- 콩: 스컬 아일랜드 (2017년)
- 언브로큰 (2014년)
- 트라이앵글 (2009년)
- 데이브레이커스 (2009년)
- 그레이트 레이드 (2005년)